# Christian Jensen (journalist, født 1972)
 Der er flere personer med dette navn, se Christian Jensen.
Christian Jensen (født 3. juni 1972 i Grindsted) er en dansk journalist og redaktør.
Han var ansvarshavende chefredaktør på Dagbladet Information fra 2010 til 2016, hvor han skiftede til stillingen som ansvarshavende chefredaktør på Politiken.
Han er uddannet journalist fra Danmarks Journalisthøjskole i 1999 med praktikophold på Morgenavisen Jyllands-Posten. Inden ansættelsen på Information var han journalist, redaktør og medlem af chefredaktionen på Berlingske.